# Lucy Feagin
Lucy Feagin (Union Springs, 13 gennaio 1876 – Birmingham, 8 maggio 1963) è stata un'insegnante di recitazione statunitense, fondatrice della Feagin School of Dramatic Art di New York, dove si formarono attori e attrici di spicco, provenienti da tutto il mondo.
La New York League of Business and Professional Women nel giugno 1938 la indicò come "una delle venticinque donne in carriera più eccezionali d'America".

## Biografia
Lucy Feagin nacque a Union Springs, in Alabama, il 13 gennaio 1876, da Isaac Ball Feagin e Sarah Hall Feagin. Suo padre era un tenente colonnello nel 15º reggimento di fanteria dell'Alabama e fu ferito nella battaglia di Antietam nel 1862. Dieci mesi dopo fu nuovamente ferito, perdendo la gamba nella battaglia di Gettysburg. La madre di Feagin ha risieduto nella Contea di Bullock, in Alabama, per 60 anni, arrivando a viverne quasi 100. Da bambina, Lucy, i suoi fratelli e altri amici d'infanzia recitavano, usando un pianoforte come palcoscenico. 
Studiò all'Hollins College in Virginia dove poté studiare recitazione a condizione di seguire i corsi d'arte, allora considerati "normali" per una donna. Visse a Washington per otto anni prima di trasferirsi a New York, continuando a far visita a sua madre a Union Springs ogni anno.

### Carriera didattica
Dopo la laurea Lucy Feagin insegnò recitazione per dieci anni al Judson College di Marion e alla Allen School di Birmingham, in Alabama. Successivamente passò alla George Washington University di Washington, dove lavorò con noti insegnanti di recitazione per migliorare le sue conoscenze e abilità teatrali, mentre continuava a insegnare. Studiò anche a Londra e Parigi.
Trasferitasi a New York, nel 1915 fondò il suo primo laboratorio teatrale, la Feagin School of Drama and Radio alla Carnegie Hall. Una delle sue tecniche di insegnamento consisteva nel raccontare storie come Don Chisciotte e Le avventure di Huckleberry Finn alle sue classi di studenti, artisti e uomini d'affari. Allo stesso tempo teneva lezioni settimanali sulle arti drammatiche all'Hotel Plaza a partire dall'ottobre 1921. Le sue conferenze erano rivolte ad adulti che volevano recitare, cantare o semplicemente migliorare la loro dizione. Inoltre, faceva parte del corpo dei conferenzieri dell'ufficio dell'istruzione di New York, tenendo lezioni a genitori e altri adulti. Tenne anche conferenze a Filadelfia, nel New England e nelle città vicine a New York. Gestì la sua scuola fino all'inizio della Prima guerra mondiale quando chiuse il laboratorio per concentrarsi sull'aiuto allo sforzo bellico. Durante la guerra Feagin lavorò a spettacoli teatrali e altre forme di intrattenimento negli accampamenti insieme a migliaia di altre donne. Prese parte alla messa in scena di un grande corteo patriottico per il presidente Woodrow Wilson il 4 luglio 1917, che affermò essere stato per lei "la più grande emozione che avesse mai provato".
Dopo la guerra riaprì il suo laboratorio teatrale a Carnegie Hall prima di trasferirlo anni dopo sulla 57sima Strada a New York. Successivamente si trasferì nuovamente in uno studio più grande per accogliere il crescente numero di studenti. Il suo nuovo studio, nell'International Building del Rockefeller Center di New York, poteva contenere circa 300 studenti e 18 dipendenti. Lo studio includeva un piccolo teatro da 250 posti, un grande palcoscenico, uno studio di trasmissione, aule e studi per scenografie e costumi. I suoi studenti avevano tutti provenienze internazionali. I produttori teatrali di Broadway inviavano spesso talent scout ad osservare i suoi allievi. I reclutatori per la radio, lo schermo e il palcoscenico erano sempre presenti quando gli studenti più maturi presentavano i loro spettacoli. I suoi "incontri per il tè" nello studio erano frequentati dalle star di Broadway e della radio dell'epoca, tra cui Ina Claire, Elizabeth Patterson e Helen Hayes.

### Successo e impatto culturale
Lucy Feagin è stata la prima donna a fondare e gestire una scuola di recitazione a New York. Lily May Caldwell di The Birmingham News scrisse di lei: "Questa donna ha contribuito a rendere il binomio "Alabama e Broadway" un'istituzione americana tanto quanto grits e salsa gravy, uova e pancetta e tacchino e mirtilli rossi". A Feagin fu offerta l'opportunità di far parte di un programma a Central Park per celebrare il 368º compleanno di William Shakespeare, che The Birmingham News ha definito un "onore significativo". Le sue lezioni intitolate "The Charm of Good Speech" ("Il fascino di un buon discorso") furono molto apprezzate.
La New York League of Business and Professional Women nel giugno 1938 la indicò come "una delle venticinque donne in carriera più eccezionali d'America". Il New York Evening Telegram affermò che "la signorina Lucy Feagin potrebbe essere definita una specialista nell'alta arte dell'espressione di sé".  Il Troy Messenger scrisse: "La League ha trovato un certo numero di laboratori fondati da donne, ed è vero; ma l'organizzazione di Lucy Feagin differiva dagli altri per completezza del curriculum, dimensioni della facoltà e delle iscrizioni e caratteristiche dell'attrezzatura". Tra i suoi studenti ci furono Jeff Corey, Susan Hayward, Angela Lansbury e Cris Alexander.

### Morte
Feagin diede lezioni private fino a circa due anni prima della sua morte, avvenuta l'8 maggio 1963 a Birmingham, in Alabama. I funerali si svolsero al cimitero di Oakhill.